# There She Goes (chanson de Taio Cruz)
Pour les articles homonymes, voir There She Goes.
Singles de Taio Cruz
Troublemaker
(2011) World in Our Hands
(2012)
Singles par Pitbull
I'm All Yours
(2012) Beat on My Drum
(2012)
There She Goes est une chanson de l'auteur-interprète britannique Taio Cruz sortie le 20 avril 2012 sous le label Island Records. 3e single extrait de son 3e album studio TY.O, la chanson est produite par RedOne et Jimmy Joker. On retrouve la collaboration du rappeur américain Pitbull. Le single se classe dans le top 10 en Allemagne et en Autriche.

## Formats et liste des pistes
- Téléchargement digital

1. There She Goes – 3:44

- CD single

1. There She Goes – 3:44
2. There She Goes (No Rap) – 3:29

- Téléchargement digital - EP[1]

1. There She Goes - 3:44
2. There She Goes (Moto Blanco Remix) – 3:54
3. There She Goes (Moto Blanco Extended Remix) - 7:43
4. There She Goes (Rack 'N' Ruin Remix) – 3:25

- Téléchargement digitl - EP sans Pitbull

1. "There She Goes" – 3:28
2. "There She Goes" (Moto Blanco Remix) – 3:25
3. "There She Goes" (Moto Blanco Extended Remix) - 7:13
4. "There She Goes" (Rack 'N' Ruin Remix) – 3:25

## Crédits et personnels
- Chanteurs;– Taio Cruz, Pitbull
- Réalisateurs – RedOne, Jimmy Joker
- Paroles – Taio Cruz, RedOne, Armando Perez, Jimmy Joker, AJ Junior, Bilal Hajji
- Label : Island Records

## Classement et certifications
| Classement (2011-2012)          | Meilleure position |
| ------------------------------- | ------------------ |
| Autriche (Ö3 Austria Top 40)    | 8                  |
| Belgique (Flandre Ultratip 100) | 53                 |
| Canada (Canadian Hot 100)       | 65                 |
| France (Airplay)                | 14                 |
| Allemagne (Media Control AG)    | 5                  |
| Irlande (IRMA)                  | 40                 |
| Suisse (Schweizer Hitparade)    | 2                  |
| Royaume-Uni (UK Singles Chart)  | 12                 |

| Pays      | Organsiùme | Certification | Ventes  |
| --------- | ---------- | ------------- | ------- |
| Allemagne | BVMI       | Or            | 150,000 |
| Suisse    | IFPI       | Or            | 15,000  |

## Historique de sortie
| Pays        | Date          | Format                            | Label          |
| ----------- | ------------- | --------------------------------- | -------------- |
| Allemagne   | 20 avril 2012 | CD single, téléchargement digital | Island Records |
| Royaume-Uni | 11 juin 2012  | Téléchargement digital            | Island Records |